# Kal Naismith
Kal Alexander Naismith, né le 18 février 1992 à Glasgow, est un footballeur écossais qui évolue au poste de milieu de terrain.

## Biographie

### Rangers
Né à Glasgow, Naismith est formé aux Rangers FC. Après avoir été prêté à Cowdenbeath et Partick Thistle, avec Rangers il fait ses débuts le 29 juillet 2012, lors d'un match de Scottish Challenge Cup contre l'équipe de Brechin City. 

### Ligue anglaise
En août 2013, il rejoint le club anglais d'Accrington Stanley. Lors de la saison 2013-2014, il inscrit dix buts en quatrième division anglaise. Il est notamment l'auteur de deux doublés, lors de la réception de Torquay United en novembre 2013 (victoire 2-1), puis lors d'un déplacement à Mansfield Town un mois plus tard (victoire 2-3).
Le 28 mai 2015, il rejoint l'équipe de Portsmouth. Lors de la saison 2016-2017, il inscrit treize buts en quatrième division anglaise. Il est l'auteur d'un doublé lors de la dernière journée, à l'occasion de la réception du club de Cheltenham, où son équipe s'impose sur le score de 6-1.
Le 1er juillet 2018, il rejoint Wigan Athletic.
Le 27 mai 2022, il rejoint Bristol City.

## Palmarès

### En club
- Cowdenbeath FC
  - Champion d'Écosse de troisième division en 2012.

- Rangers FC
  - Champion d'Écosse de quatrième division en 2013.

- Portsmouth FC
  - Champion d'Angleterre de quatrième division en 2017.